# Aerides odorata
Espèce
Aerides odorata est une espèce de plantes à fleurs de la famille des Orchidaceae. C'est une orchidée épiphyte originaire d'Asie du Sud-Est.

## Synonymes
- Epidendrum aerides Raeusch. (1797)
- Limodorum latifolium Thunb. ex Sw. (1799)
- Aerides latifolium (Thunb. ex Sw.) Sw. (1806)
- Epidendrum odoratum (Lour.) Poir. (1810)
- Aeeridium odorum Salisb. (1812)
- Aerides cornutum Roxb. (1832)
- Orxera cornuta (Roxb.) Raf. (1838)
- Aerides virens Lindl. (1843)
- Aerides odorata Reinw. ex Blume (1849)
- Aerides suaveolens Blume (1849)
- Aerides suavissimum Lindl. (1849)
- Aerides flavidum Lindl. (1851)
- Aerides reichenbachii Linden (1858)
- Aerides jucundum Rchb.f. (1860)
- Aerides nobile R.Warner (1865)
- Polytoma odorifera Lour. ex Gomes Mach. (1868)
- Aerides reichenbachii var. cochinchinense Rchb.f. (1880)
- Aerides rohanianum Rchb.f. (1884)
- Aerides ballantinianum Rchb.f. (1885)
- Aerides micholitzii Rolfe (1904)
- Aerides odoratum var. annamense Costantin (1917)
- Aerides dayanum Guillaumin (1933)
- Aerides odoratum subvar. immaculatum Guillaumin (1934)
- Aerides odoratum var. pallidum Guillaumin (1962)
- Aerides cornuta Roxb. 1832;
- Aerides wilsonianum R.H.Torr. 1885.

## Distribution
Forêts d'Asie du Sud-est, entre des altitudes de 200 à 2000 m, depuis l'Assam, jusqu'aux Philippines et Bornéo

## Illustrations

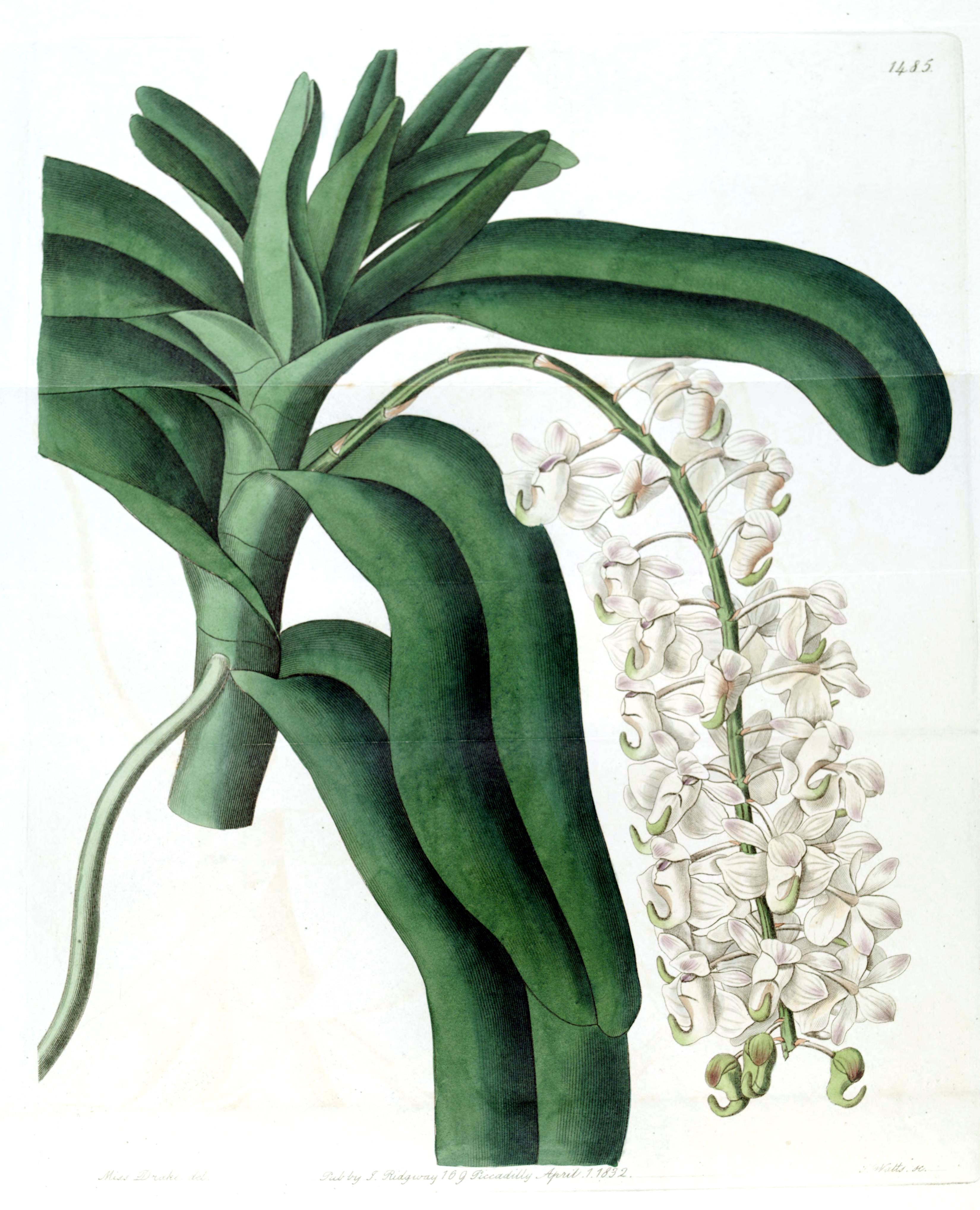
Aerides cornutum Edwards's Botanical Register 1832.
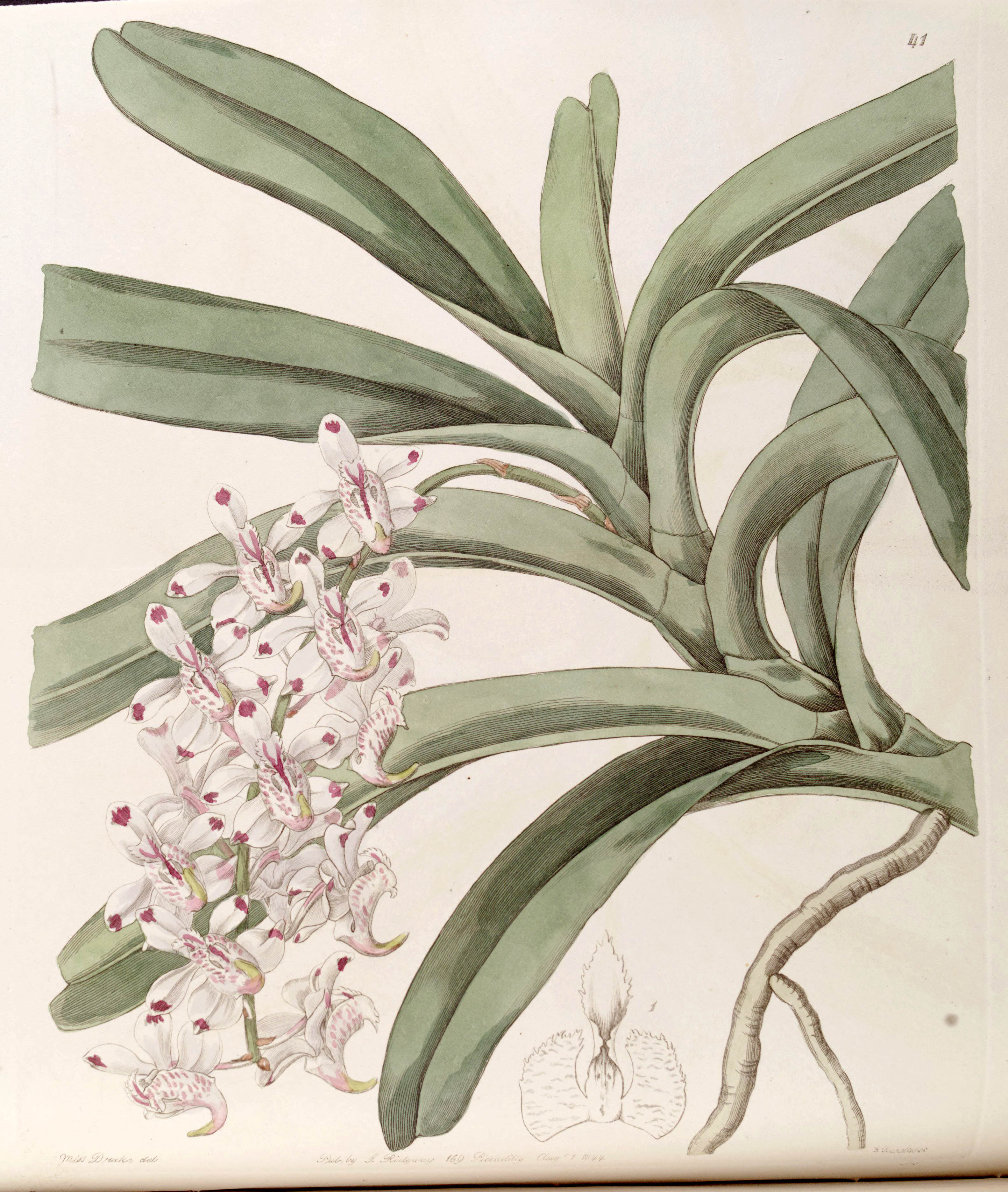
Aerides virens Edwards's Botanical Register 1844.
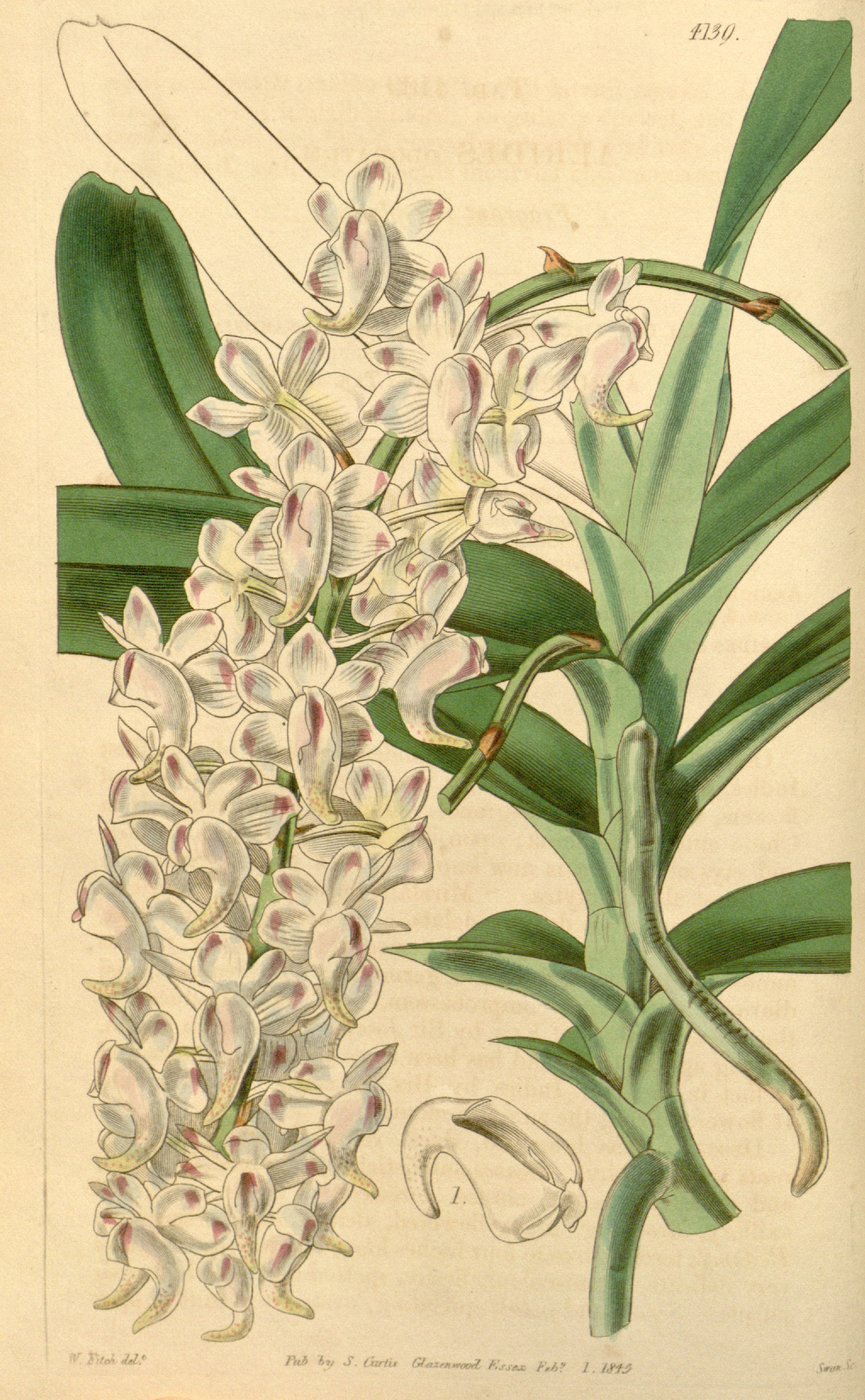
Aerides odoratum Curtis's Botanical Magazine 1845.
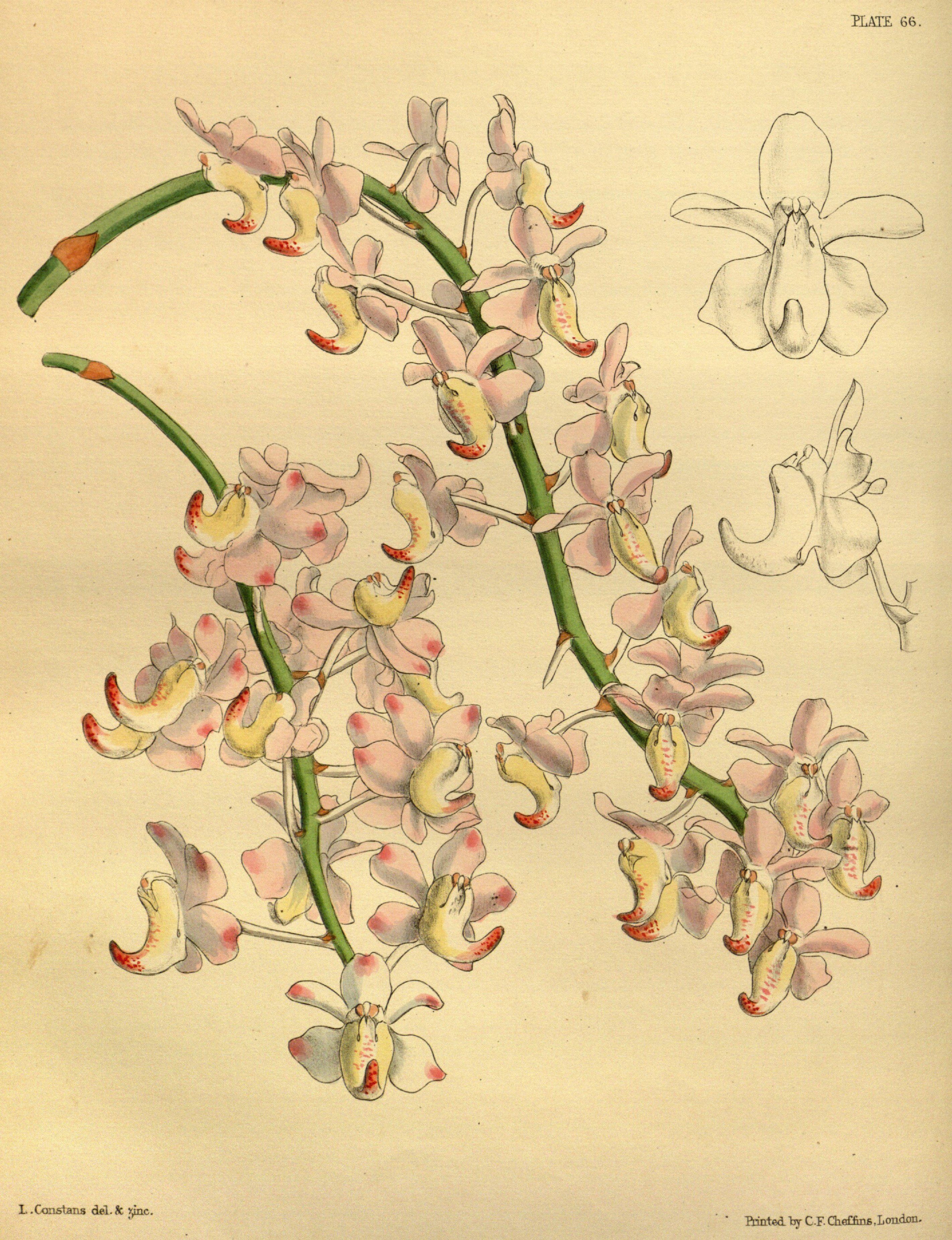
Aerides suavissima Paxton's Flower Garden 1853
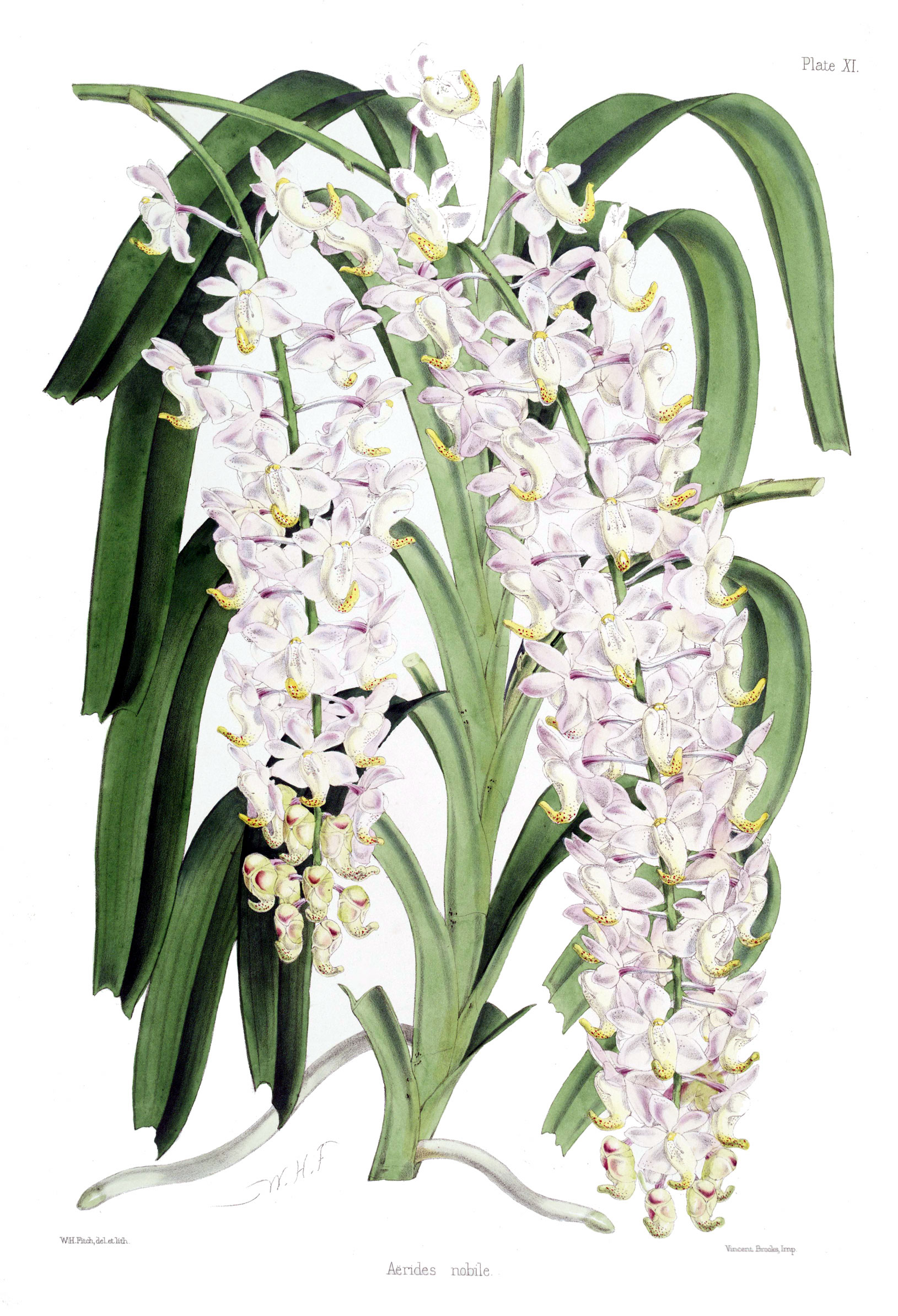
Aerides nobile The Orchid Album 1865
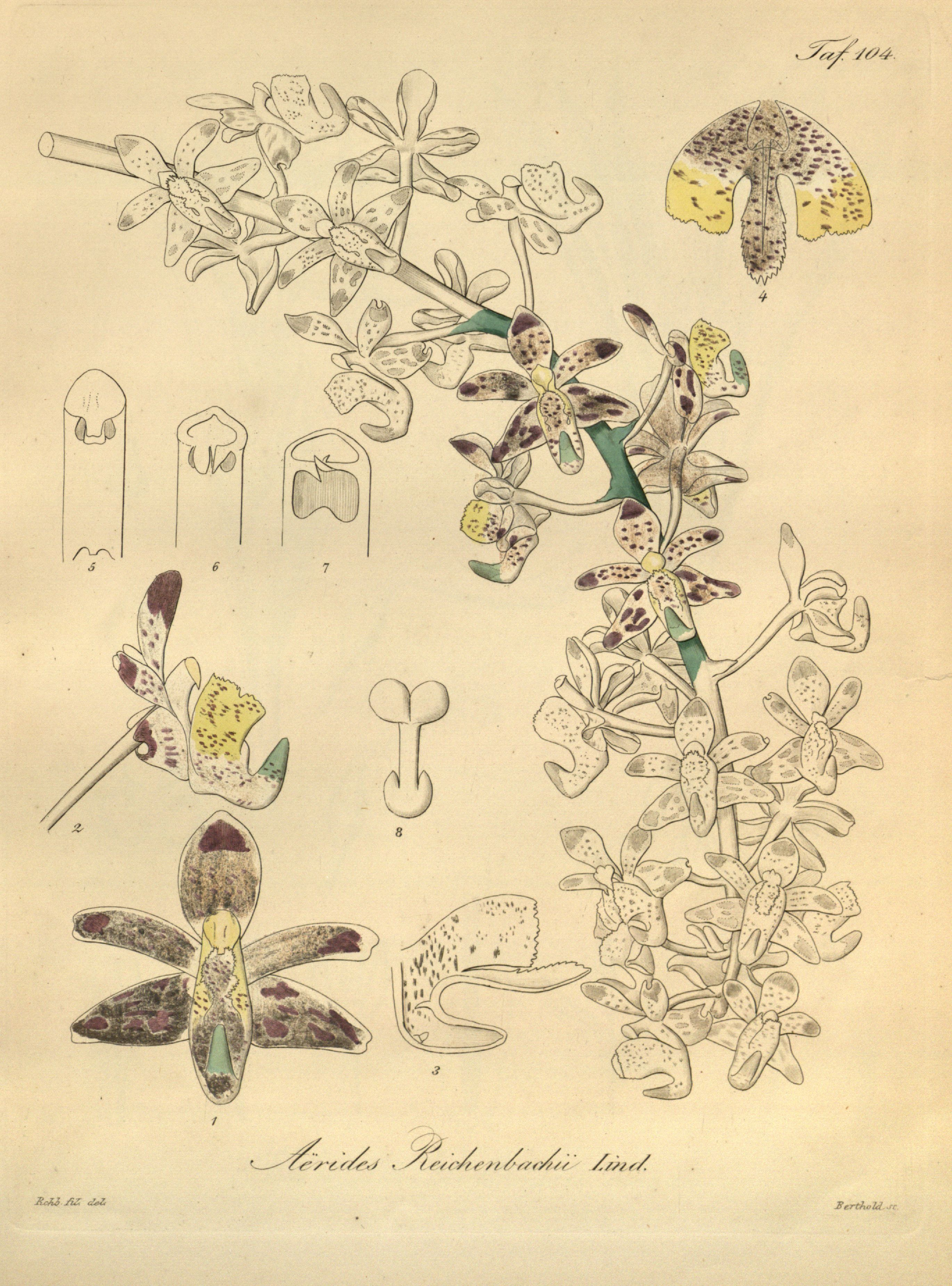
Aerides reichenbachii Reichenbach 1874
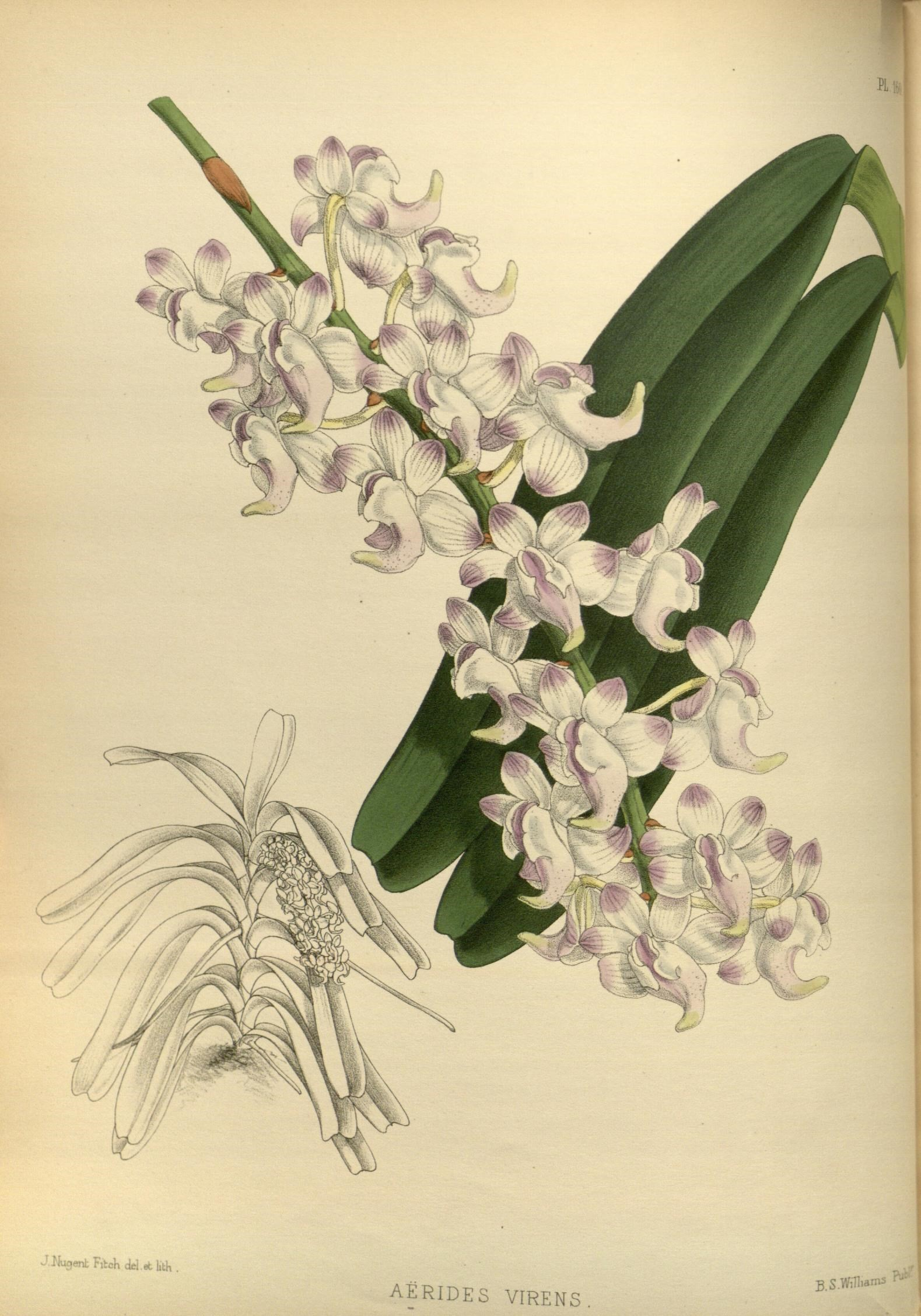
Aerides odoratum The Orchid Album 1885.
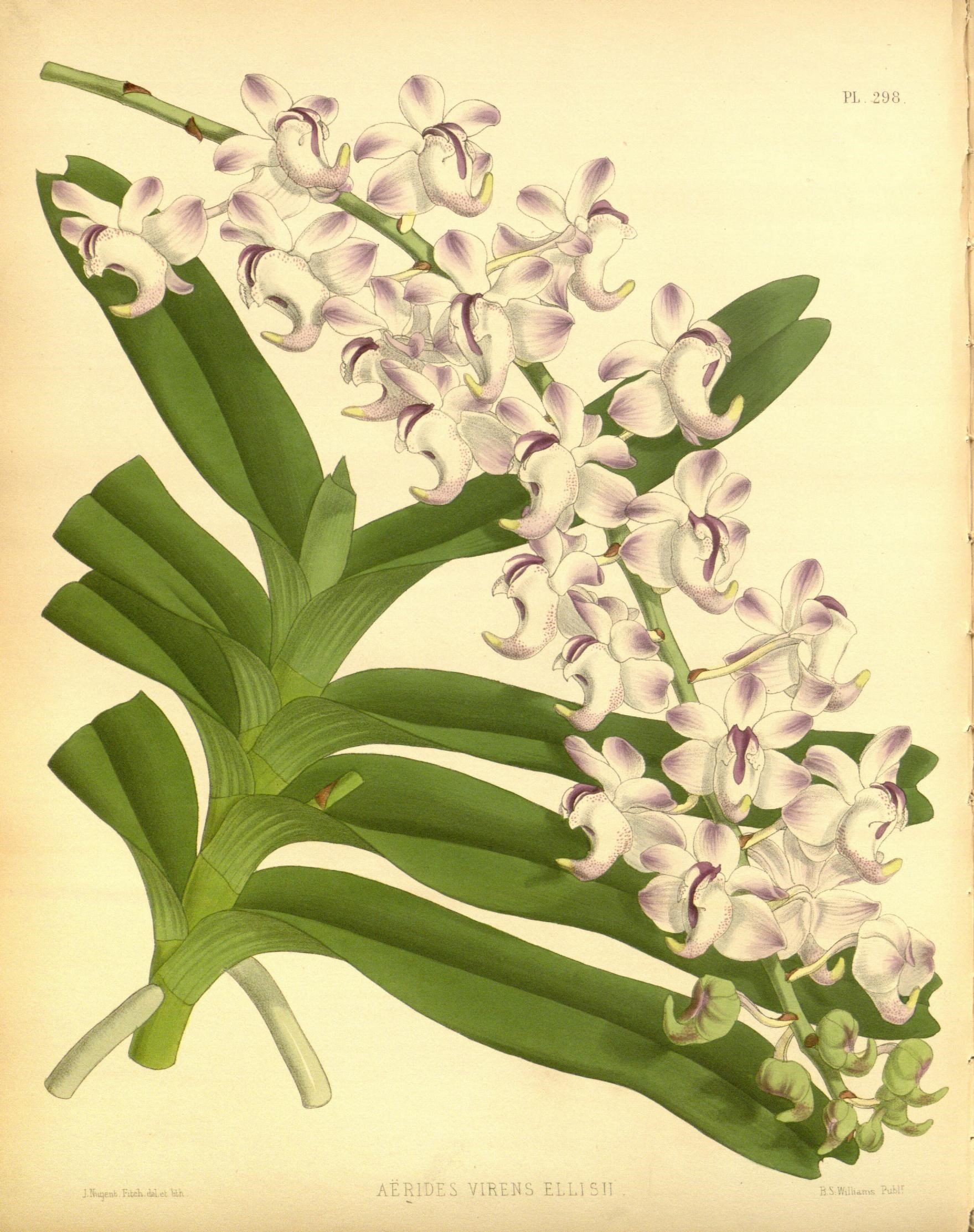
Aerides odoratum The Orchid Album 1888.